# Louis Ravaz
Louis Ravaz (Saint-Romain-de-Jalionas, Isère, 1863 — Montpellier, 1937) foi um agrónomo, especialista em ampelografia e um dos criadores da moderna viticultura. Em 1892 fundou a Estação Vitícola de Cognac (Station viticole de Cognac), que dirigiu durante alguns anos. Foi professor de viticultura (e a partir de 1919 director) da Escola Nacional de Agricultura de Montpellier (École nationale d’agriculture de Montpellier). Contribuiu para a difusão do uso da videira americana nas regiões atingidas pela filoxera e investigou as patologias da vinha. Publicou diversas obras sobre viticultura. Com Pierre Viala descobriu as causas do black-rot da videira e fundou a "Revue de viticulture".